# Slag bij Castillon
De Slag bij Castillon was de laatste veldslag tussen de koninkrijken Frankrijk en Engeland tijdens de Honderdjarige Oorlog. Dit was de eerste veldslag in de Europese geschiedenis waarbij kanonnen beslissend waren voor de overwinning.

## Achtergrond
Nadat de Fransen Bordeaux in 1451 veroverden, leek het einde van de oorlog dichtbij. Maar de inwoners van Bordeaux waren na 300 jaar bij Engeland te hebben gehoord trouw aan de Engelsen. Ze zonden een bericht naar koning Hendrik VI van Engeland om Gascogne te heroveren.
Op 17 oktober 1452 landde John Talbot, graaf van Shrewsbury met een leger van 300 voetsoldaten en boogschutters bij Bordeaux. De inwoners van de stad openden de stadspoorten en heetten de Engelsen welkom.
Tijdens de wintermaanden bereidde de Franse koning Karel VII zijn legers klaar voor de strijd. Aan het einde van de lente van 1453 trokken de drie legers van de Franse koning naar Bordeaux. Alle drie de legers namen een andere route.

## Voorbereiding
In Gascogne verzamelde de graaf nog 3.000 man voor de strijd. De Franse commandant Jean Bureau had een leger van 7.000 à 10.000 soldaten, inclusief 300 kanonnen. Shrewsbury en zijn leger bereikten het Franse kamp op 17 juli. Hij en zijn leger werden bewaakt door 1.300 ruiters.

## De strijd
Shrewsbury was van plan om het Franse kamp te vernietigen. Het kamp was echter goed verdedigd door een paar duizend kruisboogschutters en honderden kanonnen. In de strijd regende het kanonskogels en pijlen. De kanonskogels waren erg krachtig en veel Engelsen werden dodelijk getroffen.
Na een uur arriveerde het Bretonse leger onder leiding van Arthur III van Bretagne. Na een flankaanval joegen de Bretons het Engelse leger weg.
In de strijd werd de graaf van Shrewsbury gedood. Zijn paard werd eerst doodgeschoten door een kanonskogel en de graaf zelf werd vermoord door een Franse infanterist met zijn handbijl. Hiermee was de Honderdjarige Oorlog voorgoed beëindigd.

## De gevolgen
De Engelsen verloren in 25 jaar tijd vrijwel alles op het Europees vasteland. Alleen de havenstad Calais (veroverd in 1347 aan het begin van de oorlog) in het noorden van Frankrijk bleef in handen van Engelsen. Nu de Engelsen de oorlog verloren brak er in Engeland een militair conflict uit dat de Rozenoorlogen (Wars of the Roses) wordt genoemd. De twee zijtakken van het Engelse koningshuis Plantagenet, Lancaster en York vochten om wie Engeland moest regeren. Dit conflict duurde 30 jaar (1455-1485). Uiteindelijk versloeg Hendrik Tudor van het huis Lancaster Richard III (York) in de Slag bij Bosworth, 1485. Hendrik Tudor stichtte het Huis Tudor dat Engeland nog zou blijven regeren tot 1603.